# Daddy Cool
Daddy Cool 是一首由弗兰克·法里安创作、波尼M合唱團演唱的歌曲。該歌曲於1976年首次發行，也是波尼M合唱團的第二首单曲。該歌曲曾登上了欧洲多个排行榜的榜首。它在英国排行榜上排名第六，在美国告示牌百大單曲榜上排名第65，在加拿大排进了前20。